# Rami Hietaniemi
Rami Antero Hietaniemi (ur. 28 grudnia 1982 roku) – fiński zapaśnik walczący w stylu klasycznym. Dwukrotny olimpijczyk. Piętnasty w Londynie 2012 w wadze 84 kg i jedenasty w Rio de Janeiro 2016 w kategorii 85 kg.
Brązowy medalista mistrzostw świata w 2011. Wicemistrz Europy w 2014. Zdobył pięć medali na mistrzostwach nordyckich w latach 2005 – 2011. Ósmy w Pucharze Świata 2014 roku.